# 旭村 (鳥取県日野郡)
旭村（あさひそん）は、鳥取県日野郡にあった村。現在の西伯郡伯耆町の一部にあたる。

## 地理
日野川と支流・野上川の合流点付近に位置していた。

## 歴史
- 1889年（明治22年）10月1日、町村制の施行により、日野郡父原村、荘村、中祖村、宇代村、古市村が合併して村制施行し、旭村が発足[1][2]。旧村名を継承した父原、荘、中祖、宇代、古市の5大字を編成[2]。
- 1909年（明治42年）日野郡で初の発電所建設[2]。
- 1931年（昭和6年）10月1日、日野郡溝口村と合併し、町制施行し溝口町を新設して廃止された[1][2]。合併後、溝口町大字父原・荘・中祖・宇代・古市となる[2]。

## 産業
- 農業、林業[2]

## 教育
- 1873年（明治6年）溝口小学校荘村分教場開校[3]。1890年（明治23年）大字古市に移転し旭尋常小学校に改称[3]。1917年（大正6年）高等科を併置し旭尋常高等小学校に改称[4]。